# Kostel svatého Jiří (Tăut)
Kostel svatého Jiří (rumunsky Biserica ortodoxă Sfântul Gheorghe) je pravoslavný kostel, nacházející se ve vesnici Tăut v obci Batăr v bihorské župě v Rumunsku. Kostel se nachází v rumunském seznamu kulturních památek pod číslem BH-II-m-B-01213.
Kostel se začal stavět roku 1784 a dokončen byl roku 1789. Mistry staviteli byli tři Řekové, kteří se jmenovali Dimitrie, Emanuilă a Gheorghe. Původně byl kostel zbudován ze dřeva, později byl roku 1880 přestavěn z nepálených cihel. Interiér stavby namaloval neznámý malíř, podepsaný jako P. Ivan. O něm najdeme záznamy i v evangeliu Josifa Boska, které bylo dlouho používané v kostele. Zápis rumunštiny je v něm vykonáván ještě v cyrilici.

## Galerie

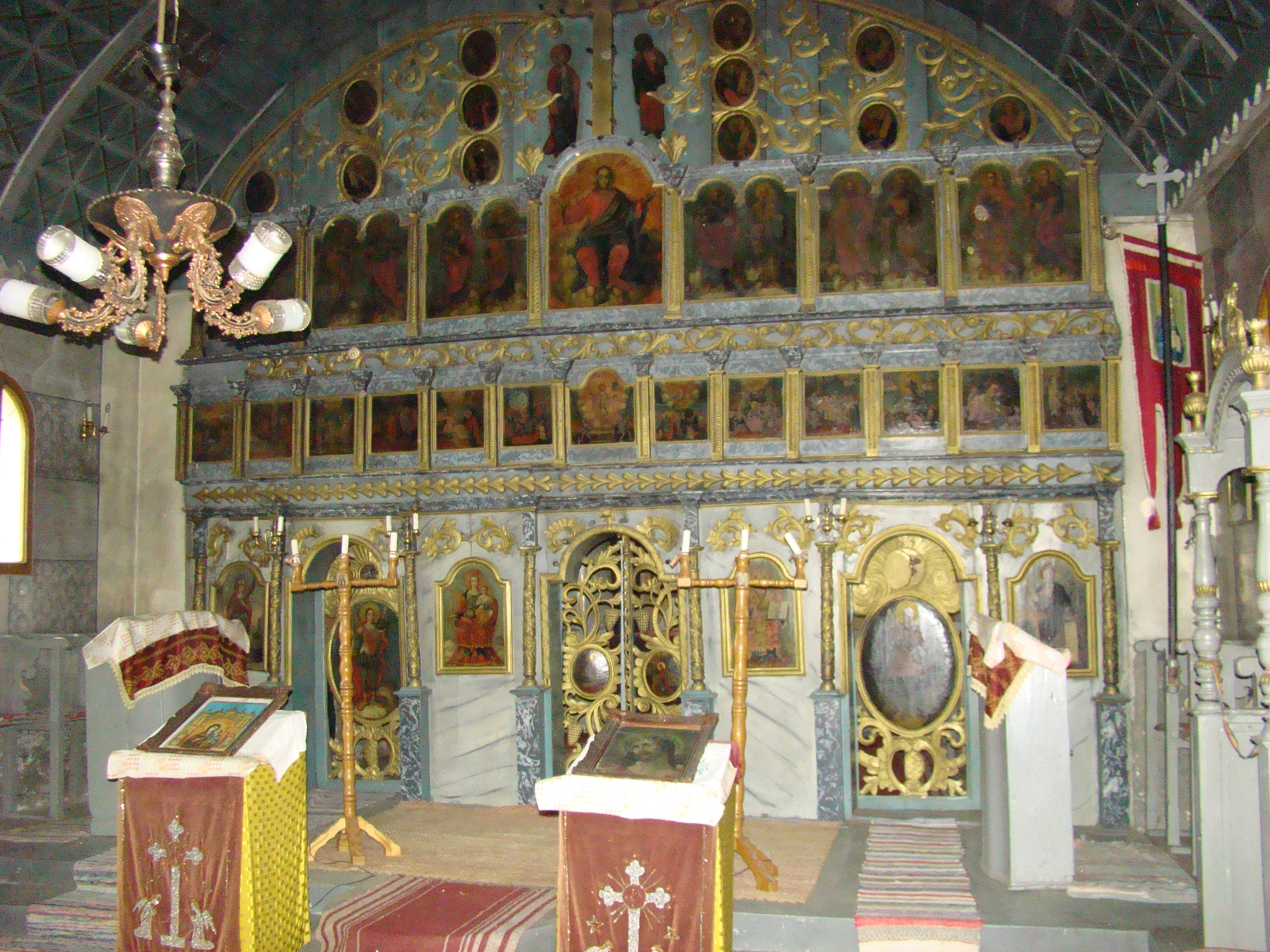
Ikonostas
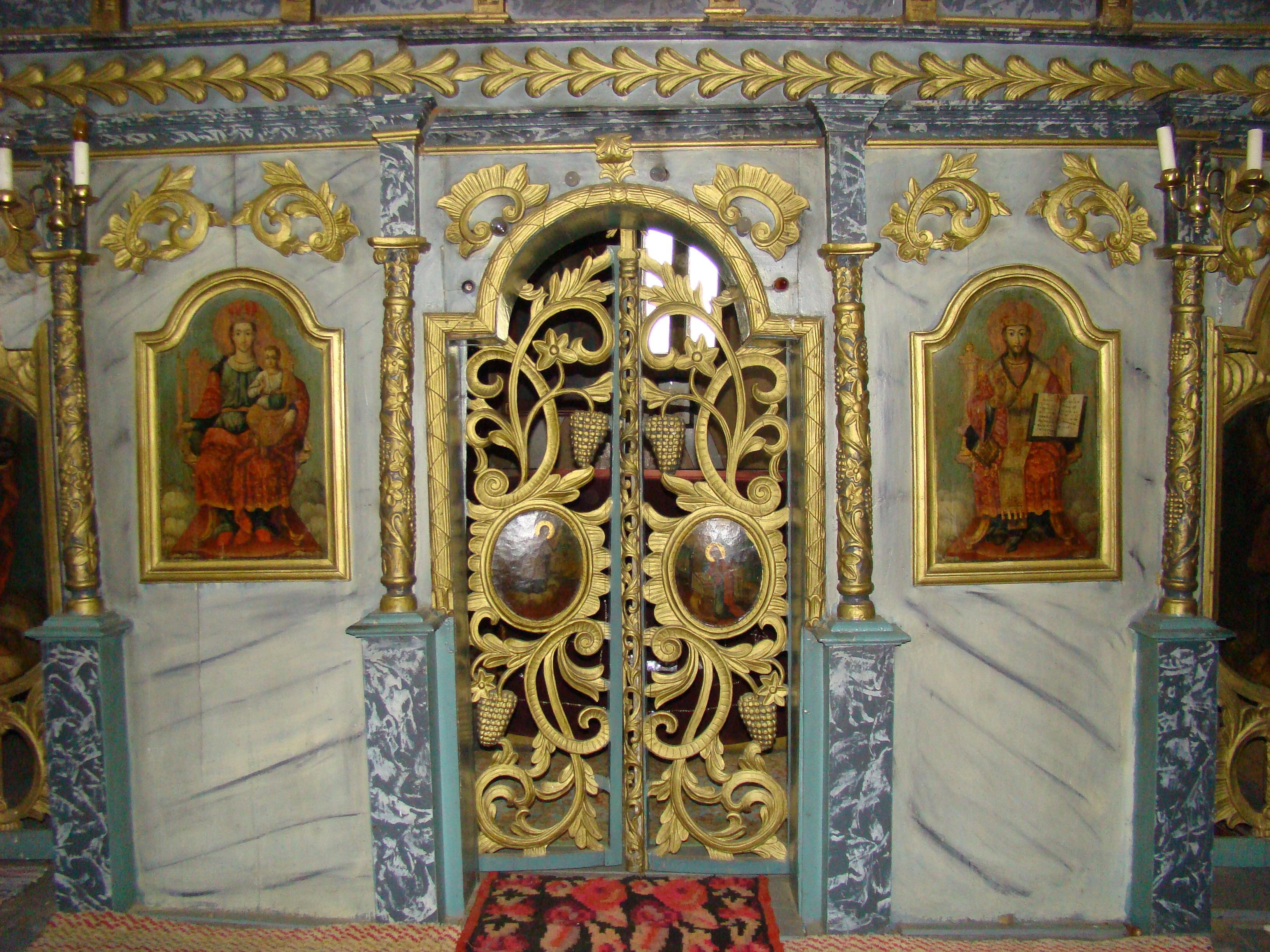
Detail